# Энергетическое оборудование
Энергетическое оборудование — оборудование, предназначенное для выработки (электрической энергии, пара, горячей воды), преобразования (химической энергии сжигаемого топлива в тепловую энергию пара или горячей воды), транспортирования либо передачи механической энергии энергоносителя (воды, газа, пара, воздуха сжатого, кислорода, азота и т. д.).

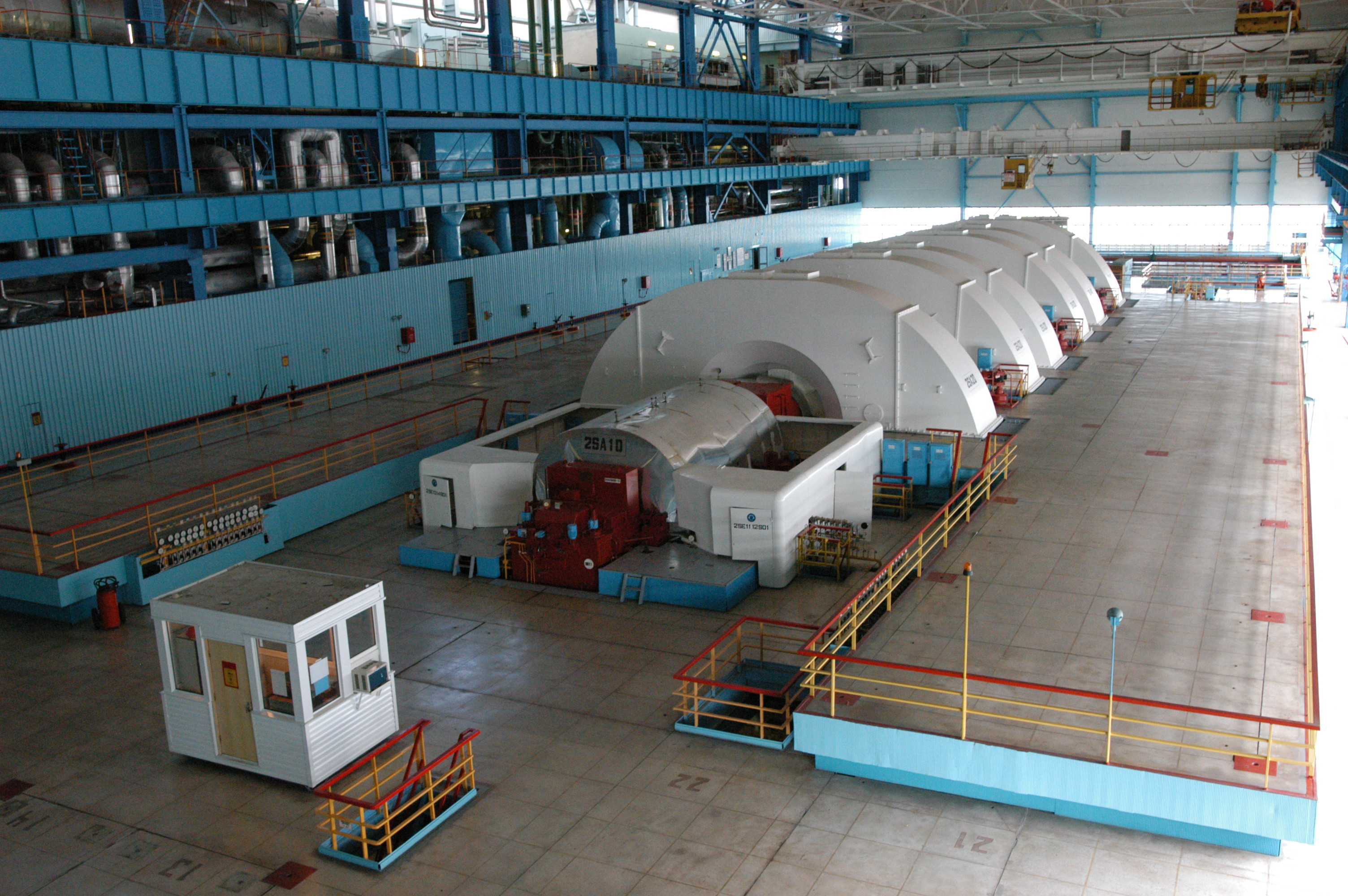
Паровая турбина на Балаковской АЭС

Под «механической» энергией как правило, понимается кинетическая энергия движения, чаще всего вращательного. Дело в том, что энергия движения, будучи преобразованной в электрическую форму, довольно легко канализируется и, по проводам, может быть передана на значительные расстояния и в достаточно труднодоступные места. В этом случае, следует говорить об электрических машинах, работающих в режиме электрического генератора, повышающих и понижающих (силовых) трансформаторах, а также распределительных устройствах, линиях электропередачи (ЛЭП) и/или кабельных трассах.
Под энергооборудованием подразумевается полный комплекс как энергетического оборудования (энергооборудования), так и коммуникаций (трубопроводов, каналов, линий электропередач) энергоносителей. А именно:
- котлы паровые и водогрейные;
- котлы утилизаторы (котлы охладители);
- турбины паровые и газовые;
- вспомогательное оборудование котельных установок;
- блоки разделения воздуха;
- холодильные установки;
- оборудование газораспределительных станций;
- компрессоры центробежные и поршневые;
- насосы;
- дымососы;
- нагнетатели (воздуходувки, газодувки и эксгаустеры), коксовые нагнетатели;
- сосуды, работающие под давлением (энергетические);
- трубопроводы воды (питьевой, горячей, технической, циркуляционной, шламов, водопонижения), газа (природного, доменного, коксового и др.), пара, теплофикации, воздуха, кислорода, азота, водорода и других сред;
- каналы ливнёвых, технологических, хозфекальных вод;
- опоры, линии электропередач;
- арматура (запорная, регулирующая), площадки обслуживания арматуры трубопроводов, расположенных на высоте.

Далее, непосредственно у потребителя, электрическая энергия может быть преобразована обратно в механическую, тепловую, световую или химическую. 
Для преобразования электрической энергии в механическую используются электрические машины, работающие в режиме двигателя (электродвигатели), а также электромагниты.
В тепловую форму электроэнергия преобразуется с помощью нагревательных элементов и ламп накаливания. 
Для получения световой формы энергии используются, например, люминесцентные лампы.  

В химическую форму электроэнергия преобразуется в устройствах, реализующих процессы электролиза, а также аккумуляторах
Энергетическое оборудование следует отличать от электротехнического (трансформаторы, кабели, муфты и т. д.), поскольку проектирование, производство, изготовление и монтаж энергетического оборудования подлежит лицензированию во многих странах (напр., Казахстан). Производство и монтаж электротехнического, за исключением взрывозащищенного оборудования, как правило, не лицензируется.